# Audifia duodecimpunctata
Audifia duodecimpunctata är en spindelart som beskrevs av Simon 1907. Audifia duodecimpunctata ingår i släktet Audifia och familjen klotspindlar. Inga underarter finns listade.